# نضارية الزوفا
نضاريَّة الزُوفَا خنفساء صغير القد من فصيلة النضاريات. طولها نحو 8 مم. لونها إلى السمرة. لها غمدان قصيران أحمرا الحافة الخارجية. تركب مع يرقاتها أكثر أنواع الشفويات أخصها الزوفا والخزام.

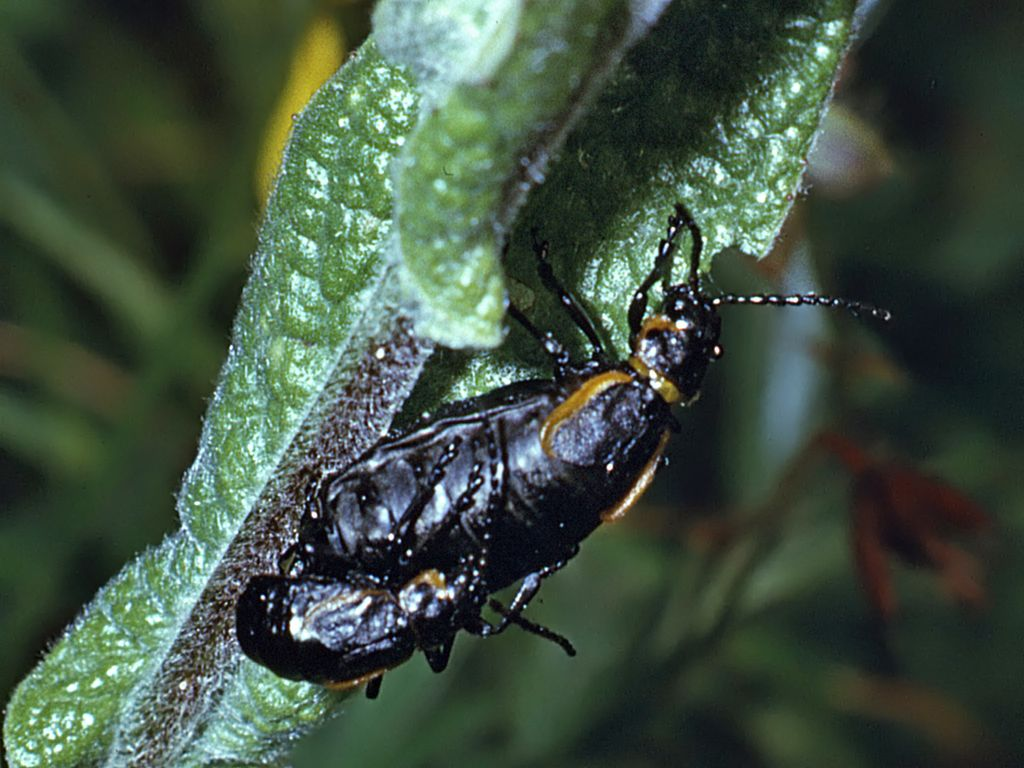
سفاد زوج منها